# Tüttleben
Tüttleben település Németországban, azon belül Türingiában. Lakosainak száma 752 fő (2023. december 31.).

## Népesség
A település népességének változása:
| Lakosok száma | 779  | 794  | 745  | 758  | 752  |
|               | 2017 | 2019 | 2021 | 2022 | 2023 |